# Ludwig von Sobbe
Ludwig Karl Heinrich von Sobbe (9 tháng 3 năm 1835 tại Trier – 7 tháng 11 năm 1918 tại Berlin-Charlottenburg), là một Thượng tướng Bộ binh của Đức, từng tham chiến trong cuộc Chiến tranh Áo-Phổ (1866) và cuộc Chiến tranh Pháp-Đức (1870 – 1871).

## Cuộc đời và sự nghiệp
Sau học trung học tại Bonn và được đào tạo trong đội thiếu sinh quân tại Wahlstatt và Berlin, ông đã gia nhập Tiểu đoàn Súng trường Cận vệ với quân hàm thiếu úy. Vào năm 1858, ông được lệnh vào Trường Chiến tranh (Kriegsschule) và vào năm 1860 ông được chuyển vào Tiểu đoàn Jäger số 2 với cấp bậc trung úy. Đến năm 1865, ông lên quân hàm Đại tá và được đổi làm đại đội trưởng (Kompaniechef) trong Tiểu đoàn Jäger số 5. Trong cuộc chiến tranh với Áo, ông đã tham gia các cuộc giao chiến ở Nachod và Skalitz, và sau đó là trong trận Königgrätz vào ngày 3 tháng 7. Vào năm 1870, ông được đổi làm Thiếu tá trong Bộ Tham mưu của Quân đoàn XI ở Kassel. Trong cuộc Chiến tranh Pháp-Đức (1870 &ndsah; 1871), ông tham gia các trận đánh lớn ở Wissembourg, Wœrth và Sedan, rồi sau đó là trong cuộc vây hãm Paris. Sau khi ông được ủy nhiệm vào Bộ Tổng tham mưu năm 1873 và được thăng cấp Thượng tá năm 1876, vào năm 1875 ông được lãnh chức Tham mưu trưởng của Quân đoàn XIII tại Stuttgart và vào năm 1878 ông được phong quân hàm Đại tá. Vào năm 1883, ông dời đến Koblenz làm Tham mưu trưởng của Quân đoàn VIII và một năm sau ông được lên quân hàm Thiếu tướng tại đây. Vào năm 1888, ông được phong cấp Trung tướng đồng thời được lãnh chức Tư lệnh của Sư đoàn Cận vệ số 1 ở kinh đô Berlin. Vào năm 1890, ông được cử làm Thống đốc thành phố Straßburg và điều này đã đặt dấu chấm hết cho sự nghiệp quân sự của ông. Vào năm 1892, ông nghỉ hưu và trong Ngày Sedan của năm đó, ông được phog quân hàm danh dự (Charakter) Thượng tướng bộ binh. Do những cống hiến của ông đối với quân đội Đức, ông đã được tặng thưởng nhiều huân chương, trong đó có Huân chương Đại bàng Đỏ hạng II (1884), Huân chương Vương miện hạng I với Thanh kiếm (1891) và Huân chương Đại bàng Đỏ hạng I có đính kèm Bó sồi (1892).

## Gia đình
Ông thân sinh của ông là Thiếu tướng Diedrich Karl Heinrich von Sobbe (1796 – 1877), người mà vào năm 1828 đã kết hôn với bà Johanna von Gaertner (1803 – 1843). Vào năm 1866, Ludwig von Sobbe đã thành hôn với Pauline Dietz (1844 – 1904). Cuộc hôn nhân này đã mang lại cho họ một người con là Thiếu tướng Diedrich Friedrich Gustav Heinrich von Sobbe (sinh năm 1868). Nơi yên nghỉ cuối cùng của ông nằm ở Nghĩa trang Tây Nam Stahnsdorf (Südwestkirchhof Stahnsdorf).